# François Secret
François Secret, né à Aix-les-Bains le 15 août 1911 et mort à Paris 13e le 7 août 2003,, est un érudit, historien et linguiste français du XXe siècle, spécialiste de la kabbale chrétienne.

## Biographie
François Secret a été directeur d’études de la section des sciences religieuses (Ve Section) de l’École pratique des hautes études. Il intitula sa direction d'études, de 1964 à 1979 : "Histoire de l'ésotérisme chrétien". Il succédait à Alexandre Koyré, chaire "Histoire des idées religieuses dans l'Europe moderne" (1931-1962) ; il précédait Antoine Faivre, chaire "Histoire des courants ésotériques et mystiques dans l'Europe moderne et contemporaine" (1979-2002).
Encouragé dans ses recherches par Georges Vajda, Gershom Sholem et Paul Vulliaud, il apprend l'hébreu, l'araméen et le syriaque.
Ses travaux ont porté sur l’ésotérisme et l'hermétisme chrétiens de l’époque moderne et, plus particulièrement, sur leurs liens avec la kabbale. Il s'est beaucoup intéressé à Guillaume Postel qu’il a contribué à faire mieux connaître.
Tel les érudits de la Renaissance, qui constituent pour lui à la fois un sujet d'étude et un exemple intellectuel, il parcourt les bibliothèques d'Europe, découvrant des manuscrits inconnus et publiant en France, aux Pays-Bas, en Suisse et en Italie.
Son attachement au texte original rend ses publications difficiles d'accès pour qui ne maîtrise pas bien le latin, le grec et l'hébreu.
Peu adepte de la vulgarisation, il a cependant accepté de rédiger plusieurs articles de l'Encyclopædia Universalis, dont Gilles de Viterbe, Henri-Corneille Agrippa de Nettesheim, Kabbale, Guillaume Postel, Johannes Reuchlin, Paul Vulliaud ou encore Jean Tritheim.
François Secret est mort en 2003.

## Publications
- Les Kabbalistes chrétiens de la Renaissance, Dunod, Paris, 1964 ; rééd. Arché / Arma Artis, 1985
- Guillaume Postel (1510-1581) et son interprétation du candélabre de Moyse en hébreu, latin, italien et français, De Graaf, Nieuwkoop, 1966
- Histoire de l'ésotérisme chrétien, in Problèmes et méthodes d'histoire des religions. Mélanges publiés par la Section des Sciences religieuses à l'occasion du centenaire de l'École Pratique des Hautes Études, Paris, 1968.
- Bibliographie des manuscrits de Guillaume Postel, Droz, 1970
- Guillaume Postel : apologies et rétractations. Manuscrits inédits publiés avec une introduction et des notes, De Graaf, Nieuwkoop, 1972
- Du "De occulta philosophia" à l'occultisme du XIXe siècle, Revue de l'histoire des religions, 1974, version revue et corrigée in Charis, 1 (1988).
- Aristote et les kabbalistes chrétiens de la Renaissance, in Platon et Aristote à la Renaissance: XVI° colloque international de Tours, 1976
- Federigo Borromeo, De Cabbalisticis inventis libro duo, De Graaf, Nieuwkoop, 1978
- Postelliana, De Graaf, Niewkoop, 1980
- Vie et caractère de Guillaume Postel, Archè, Milano, 1987
- Préface de la réédition de l'ouvrage du R.P. Esprit Sabbathier, L'ombre idéale de la sagesse universelle, Archè, Milano, 1998  (ISBN 88-7252-187-4)
- Postel revisité. Nouvelle recherche sur Guillaume Postel et son milieu, Chrysopoeia, Paris, 1998

Il a aussi écrit de nombreux articles dans La Tour Saint-Jacques et Chrysopœia.